# Ricania laratica
Ricania laratica är en insektsart som beskrevs av George Willis Kirkaldy 1913. Ricania laratica ingår i släktet Ricania och familjen Ricaniidae. Inga underarter finns listade i Catalogue of Life.